# James Wharram
James Wharram (Mánchester, 15 de mayo de 1928 - 14 de diciembre  de 2021) fue un ingeniero, marinero y diseñador de catamaranes británico.

## Travesías
En 1953 construyó su primer barco, el Tangaroa, y realizó el primer viaje transatlántico con un catamarán. Después de que su barco fuera atacado por la carcoma construyó en la colonia británica de Trinidad un nuevo barco más grande, llamado Rongo. Wharram realizó un viaje por el Atlántico norte a bordo del Rongo en 1959; la primera travesía transatlántica por las frías aguas del norte con un catamarán. James compartió dicha aventura con dos alemanas, Jutta y Ruth. El viaje fue realizado con pocos recursos y provisiones mínimas. Jutta tuvo a su hijo Hannes en Trinidad. Los cuatro emprendieron una vuelta alrededor del mundo patrocinada por la TV en 1960, interrumpida por la muerte de Jutta a causa de una enfermedad.
Con Hanneke Boon realizó una vuelta del mundo en el SPIRIT OF GAIA de 63 de 1995 a 1998.

## Diseño
Basándose en los barcos polinesios de dos troncos, que tienen típicamente un puente abierto, Wharram combinó la construcción de barcos con estudios de la cultura polinesia. Un Wharram es un barco inteligente porque las barras entre los dos cascos son atadas con cuerdas que absorben las fuerzas de las ondas como un elástico. Los catamaranes modernos son más rígidos y, por ende, no disipan la energía de las fuerzas actuantes con tanta facilidad. No hay registros que un catamarán diseñado por Wharram haya volcado en mar abierto. Las cabinas son multifuncionales en la escala humana. La reducida carga útil de esos catamaranes obliga a los navegantes de un Wharram a vivir con el mínimo.
Generalmente los barcos son de madera contrachapada (mayormente la de uso náutico) en sándwich con epoxy, fibra de vidrio y barras de madera laminada.
Wharram no fue solamente un ingeniero naval y constructor de barcos, vivió además acorde a la filosofía de “gente del mar”.  Un Wharram típico es un barco hippie hecho en casa. Los dueños de un Wharram son realmente navegantes muy determinados, cuidan mucho el barco y, como es un catamarán, pueden ponerse en la playa fuera de las marinas. Los planos de un Wharram son concebidos  de tal forma que cualquier persona pueda construir un catamarán transatlántico fiable. Un Wharram es barato, marinero y fácil a navegar.

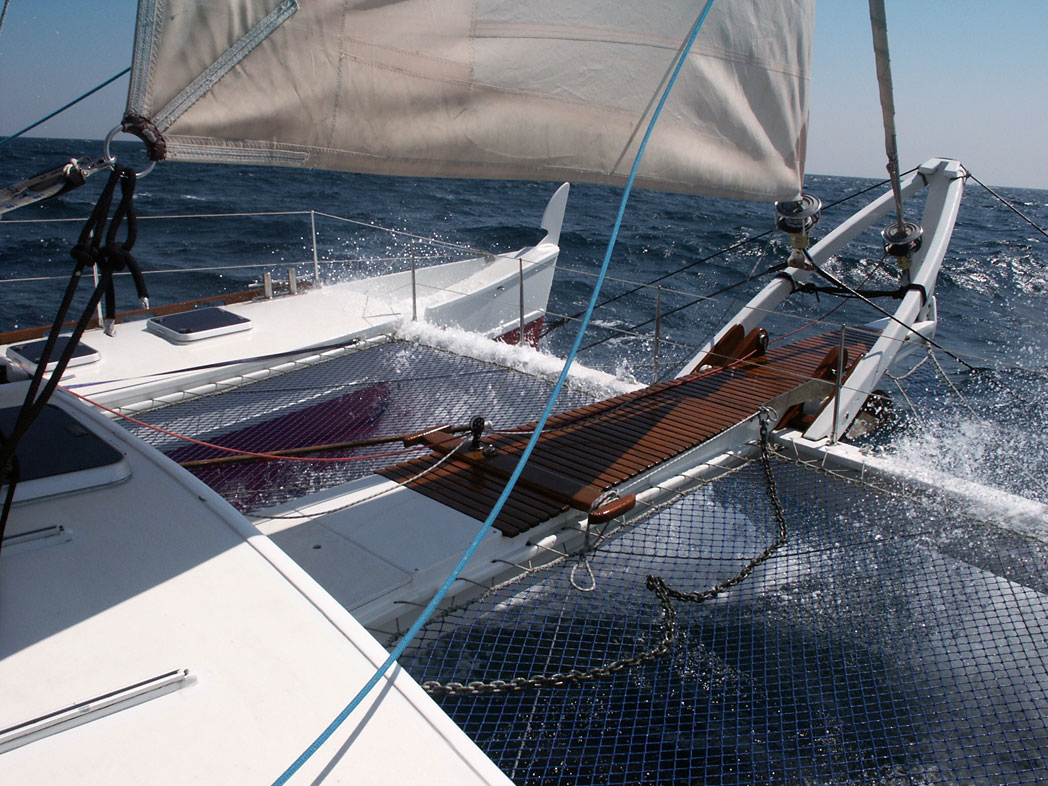
Pahi 63, catamarán Wharram

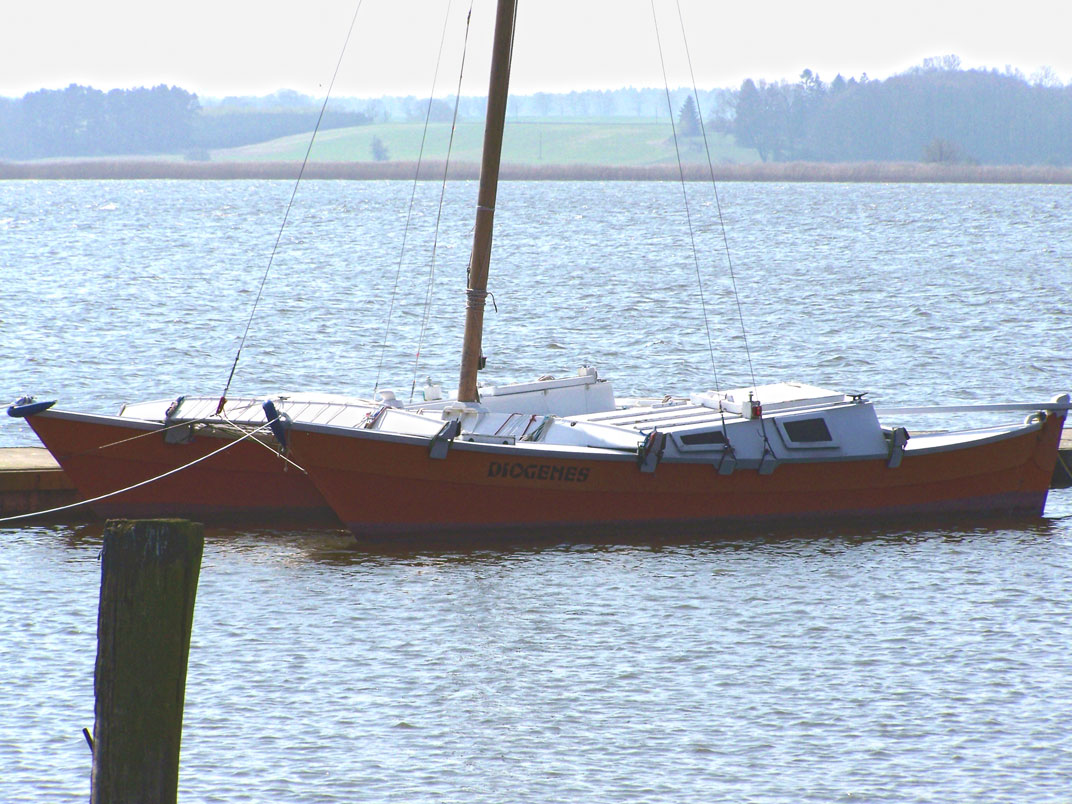
Tiki 26, catamarán Wharram en Usedom

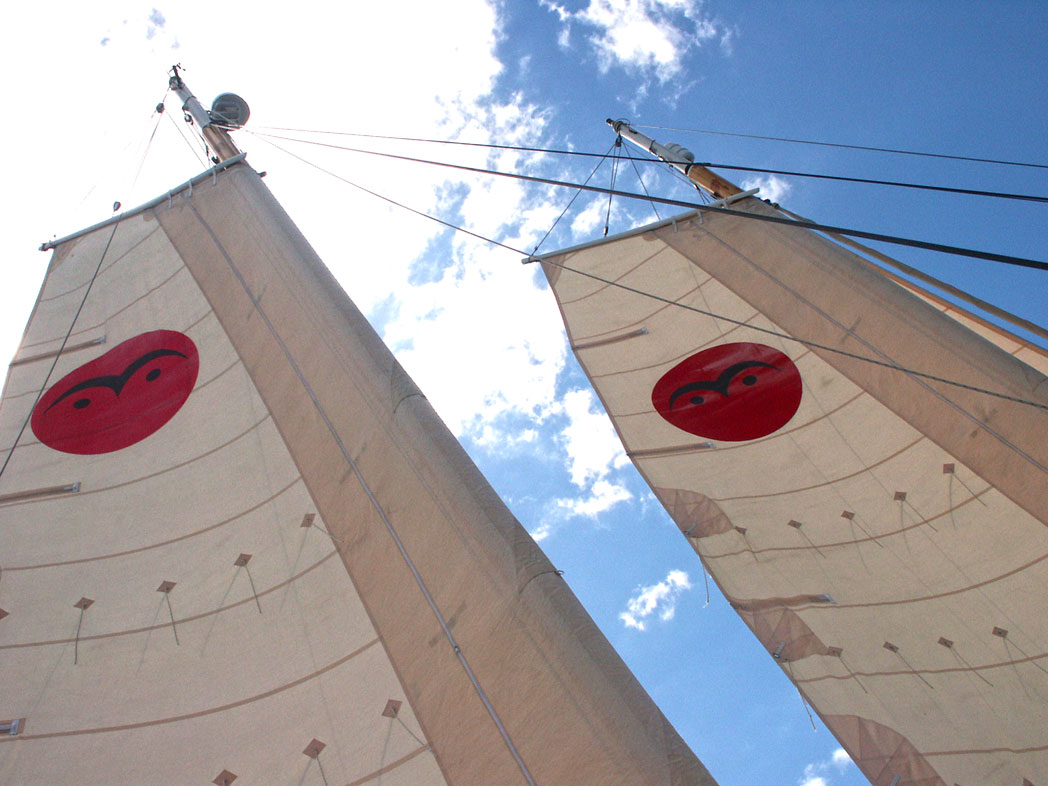
Pahi 63, Catamarán hecho en casa

## Miembros de
- 1967 – hoy: British Marine Industries Federation (BMIF).
- 1968 – hoy: Polynesian Catamaran Association (PCA). Miembro fundador.
- 1968 – 1975 Multihull Offshore Cruising and Racing Association (MOCRA). Miembro fundador.
- 1968 – 1978 Little Ship Club.
- 1973 – hoy: Royal Yachting Association (RYA), Miembro.
- 1977 – 1991 Miembro del comitado de vela crociero RYA
- 1992 – hoy: Andean Explorer’s Club. Miembro honorario.
- 1996 – hoy: Roskilde Vikingship Museum friends.
- 2000 – hoy: Cruising Association. Miembro extranjero.
- 2005 – hoy: Association of Yachting Historians.
- 2009 – hoy: Miembro de la Royal Geographical Society.

## Conferencias
- History and Problems of Design of Modern Multihulls. 1977. Fifth Symposium on Developments of Interest to Yacht Architecture, HISWA, Ámsterdam, Netherlands.
- Cruising Multihulls, 1978, RYA Cruising Symposium.
- Multis are more Traditional than deep-Keel Yachts. 1980. Multihull Symposium, Plymouth, UK.
- Appropriate Technology in catamaran Design and construction.1988. European Multihull Symposium, Netherlands.
- An Analysis of Self-Built Catamarans in the overall Development of Cruising Catamarans. 1989. MOCRA International Symposium, Exeter, UK.
- The Gaia Project, 1990. Second Dolphin and Whale Conference, Australia.
- The Spirit of Gaia, 1992. Third Dolphin and Whale Conference, Hawái.
- European Double Hulled Canoes and The Archaeology of Viking Ships, 1996. Waka Moana Symposium, Auckland, New Zealand.
- Yacht Building and Yacht Chárter in Indonesia, 2001, ITS Small Craft and Design Conference, Surabaya, Indonesia.
- The Pacific Migrations by Canoe Form Craft, 2003, ISBSA10 Roskilde, Denmark.
- ‘Lapita Voyage - recreating the migration route of the proto Polynesians’, 2008, ‘Early Man and the Ocean’ Conference, Norwegisches Maritimes Museum & Kontiki Museum, Oslo.

## Otras publicaciones
- Ocean-going catamarans. 1962. Ciba Technical Notes 231, Cambridge, UK
- Tehini. October 1970, Yachting Monthly, UK. Seminal article on Design approach.
- The Stable Multihull.  1976. (Researched for 1st World Multihull Symposium, Toronto.)
- The Sailing Community. 1978, Wooden Boat, USA, Prize-winning proposal for ‘Waterborne International Communities’.
- Catamaran Stability – Figures, Facts and Fictions. 1991. Practical Boat Owner, UK. Also published in several other countries.
- Nomads of the Wind. October 1994. Practical Boat Owner, UK. Analysis of the sailing qualities of the Polynesian Double Canoe.
- Going Dutch: The Tiki Wing Sail Rig. 1998, Practical Boat Owner, UK. Also published in several other countries, incl. Australia, Holland and France.
- Lessons from the Stone Age Sailors, A Study of Canoe Form Craft in the Pacific and Indian Ocean.
- ‘Vikings go Home’, Nov. 2008. Classic Boat, UK. (Article about voyage of the 100ft Vikingship reconstruction ‘Seastallion’ from Dublin to Denmark).